# Даґ Герленд
Даґ Герленд (англ. Doug Herland, 19 серпня 1951 — 26 березня 1991) — американський академічний веслувальник.
Бронзовий призер Олімпійських Ігор 1984 року в складі розпашної двійки зі стерновим.